# Реченица (музика)
Реченица (фр. phrase) је музичка мисао која је заокружена хармонским завршетком — каденцом.
- Реченица која има правилну конструкцију и обично има 4 такта — зове се мала реченица.
- Реченица која има правилну конструкцију и обично има 8 тактова — зове се велика реченица.

Ово показује да се музичка реченица састоји од 2 или 4 двотакта.